# Rhodesia Settentrionale
Rhodesia Settentrionale (o Rodesia Settentrionale, in inglese Northern Rhodesia) è stato un protettorato dell'Impero britannico, corrispondente al territorio dell'attuale Zambia - istituito nel 1924 e dissoltosi nel 1964.

## Storia
Fu esplorato e colonizzato da Cecil Rhodes (da cui Rhodesia) nel 1897 e diviso dalla Rhodesia del sud nel 1903, quando divenne un protettorato britannico.
Dal 1953 al 1963 fu parte della Federazione della Rhodesia e del Nyasaland.